# Alfons Aragonský
Alfons Aragonský (katalánsky Alfons d'Aragó, 1228 – 26. března 1260, Calatayud) byl aragonský infant. Narodil se jako prvorozený syn krále Jakuba I. a Eleonory, dcery kastilského krále Alfonse VIII. Krátce po jeho narození bylo manželství rodičů údajně pro blízké příbuzenství anulováno. Alfons byl uznán legitimním následníkem trůnu a v březnu 1260 se oženil s Konstancií, dcerou Gastona z Montcada. Tři dny po uzavření sňatku zemřel a byl zřejmě pohřben v klášteře Veruela. Na aragonský trůn pak dosedl jeho nevlastní bratr Petr.